# 腺地榆
腺地榆（学名：Sanguisorba officinalis var. glandulosa）为蔷薇科地榆属下的一个变种。

## 扩展阅读
- 維基物種上的相關：腺地榆